# Градешница (река)
Вижте пояснителната страница за други значения на Градешница.
Градешница е река в Югозападна България, област Благоевград, община Петрич, ляв приток на река Струмешница. Дължината ѝ е около 13.5 km. Отводнява южните части на планината Огражден.
Извира от източното подножие на връх Билска чука на 1550 m н.в., където носи името Билски дол. Влива се в Струмешница югоизточно от едноименното село, където образува наносен конус.
Най-големият (ляв) приток на Градешница е Баскалската (Ливадска) река. Извира от местността Хаджийца западно от Муратов връх. Други притоци са Доленска река (ляв) и Чуриловска река (десен). Площта на басейна е 62 km2, а средната надморска височина 670 m. Преобладава дъждовното подхранване със зимно-пролетно пълноводие и лятно-есенно маловодие. Средно годишният оток при устието е около 0,375 m3/s. Речната долина е дълбоко врязана в метаморфни скали - предимно гнайси и амфиболити. Склоновете са стръмни, на места обрасли с бук и дъб, а другаде частично залесени с бор. Обезлесените склонове на реката са подложени на силна ерозия.
Във водосборния басейн на Градешница са разположени селата Волно, Баскалци, Кукурахцево, Чурилово, Зойчене, Гега, Горчево, Долени, Кладенци и Струмешница.